# Kids Return
Kids Return (キッズ・リターン, Kizzu ritân) es una película japonesa del año 1996. Dirigida, escrita y montada por Takeshi Kitano fue la primera película que dirigió tras recuperarse de un accidente de moto que sufrió en agosto de 1994 que le dejó paralizado el lado izquierdo del cuerpo. Después de costosas intervenciones médicas y terapia se especuló con que Kitano no sería capaz de volver a dirigir. Esta experiencia supuso un punto de inflexión tanto en su carrera cinematográfica como a nivel personal.
Se trata de un drama centrado en dos estudiantes, Masaru (Ken Kaneko) y Shinji (Masanobu Andō), quienes tras abandonar el instituto están tratando de encontrar una dirección y un sentido para sus vidas. Mientras uno se convierte en un miembro de la yakuza el otro se convierte en boxeador. La cinta obtuvo 2 nominaciones y 14 galardones entre los que destacan los premios a los mejores actores debutantes. Ken Kaneko fue galardonado por la Academia Japonesa de Cine y Masanobu Andō también obtuvo, además del otorgado por la Academia Japonesa, el Blue Ribbon, el Kinema Jumpō y el de los festivales de Hochi, Mainichi y Yokohama.

## Sinopsis
Shinji y Masaru son dos conflictivos estudiantes de la escuela secundaria de caracteres opuestos pero que tienen una estrecha amistad. Juntos se dedican a aterrorizar a sus compañeros de clase, robarles el dinero e incluso llegan a incendiar el automóvil de su maestro. Después de que algunas de sus víctimas contraten a un boxeador para vengarse de Masaru, éste decide tomar represalias y acude con su tímido amigo Shinji a un gimnasio de boxeo. 
Para sorpresa de sus entrenadores Shinji tiene un talento natural para el boxeo y, en una sesión de entrenamiento, derrota fácilmente a Masaru. Este hecho hace que Masaru anime a su amigo a seguir adelante con el boxeo mientras el decide olvidarse de ese deporte optando por unirse a la yakuza. Mientras Shinji se enfoca en convertirse en un boxeador de éxito Masaru aspira a convertirse en líder de una pandilla. De este modo sus caminos divergen.
Mientras los dos ascienden a la cima en sus respectivas áreas Shinji adopta un estilo de vida poco saludable que precipita el final de su prometedora carrera en el boxeo. Del mismo modo la arrogancia y la falta de respeto de Masaru hacia su jefe hace que lo expulsen de la yakuza. Al final, ambos se quedan sin nada y se reencuentran. Mientras andan en bicicleta juntos en el patio de la escuela Shinji se pregunta si este es el final de sus vidas. Masaru le asegura que "es solo el comienzo".

## Reparto
- Ken Kaneko - Masaru
- Masanobu Andō - Shinji
- Leo Morimoto - ProfesorTeacher
- Hatsuo Yamatani - Gerente del gimnasio de boxeo
- Michisuke Kashiwaya - Hiroshi
- Mitsuko Oka - Propietaria de la cafetería, madre de Sachiko
- Yūko Daike - Sachiko
- Ryo Ishibashi - Jefe local de la yakuza
- Susumu Terajima - Número 2 local de la yakuza
- Moro Morooka - Hayashi
- Atsuki Ueda - Reiko
- Koichi Shigehisa - Entrenador
- Hōchū Ōtsuka - Delincuente
- Masami Shimojō - Padrino de la yakuza
- Yojin Hino - Taxista
- Ren Osugi - Pasajero del taxi
- Kyōsuke Yabe
- Kotaro Yoshida
- Peking Genji
- Takashi Hagino
- Kazuki Oh
- Shintarō Hasegawa
- Kanji Tsuda

## Recepción
La cinta obtiene en general muy buenas valoraciones entre los usuarios portales de información cinematográfica y también entre la crítica profesional. En IMDb con 6.904 valoraciones de sus usuarios tiene una puntuación de 7,4 sobre 10. En FilmAffinity con 1.138 votos alcanza el 7,0 sobre 10. En el agregador Rotten Tomatoes registra la calificación de "fresco" para el 100% de las cinco críticas profesionales realizadas y para el 89% de las más de 2.500 puntuaciones registradas.
Alfonso Moral para magazinema.es resume la cinta como "una de las mejores películas japonesas de la década de los 90, Takeshi Kitano se confirmó como uno de los cineastas más interesantes del momento, respecto a las actuaciones Ken Kaneko y Masanobu Ando cumplen perfectamente como los dos protagonistas". Alberto Acuña en cinefagia.com destaca "Kitano ha realizado una cinta triste, melancólica y en donde no es necesario vivir al otro lado del mundo para que nos llegue lo que quería transmitir".
Christopher Machell en 2017 para CineVue le otorga una puntuación de 4 sobre 5 indicando "si bien tal vez no sea tan estilísticamente logrado como sus posteriores Dolls, ni tan emocionalmente desgarrador como Hana-Bi, Kids Return sigue siendo un giro encantador del confiablemente idiosincrásico 'Beat' Takeshi". El crítico Dennis Schwartz la califica con un A- resumiendo "una película de lo más interesante y perceptiva". Keith Phillips en The AV Club indica que "conmovedor pero demasiado distante para ser completamente envolvente, Kids Return es, sin embargo, una buena entrada en la filmografía de Kitano. Con tipos duros en busca de ternura en un mundo que lo ofrece en escasez, también es la quintaesencia de Kitano".